# Zauberbubenprozesse in Salzburg

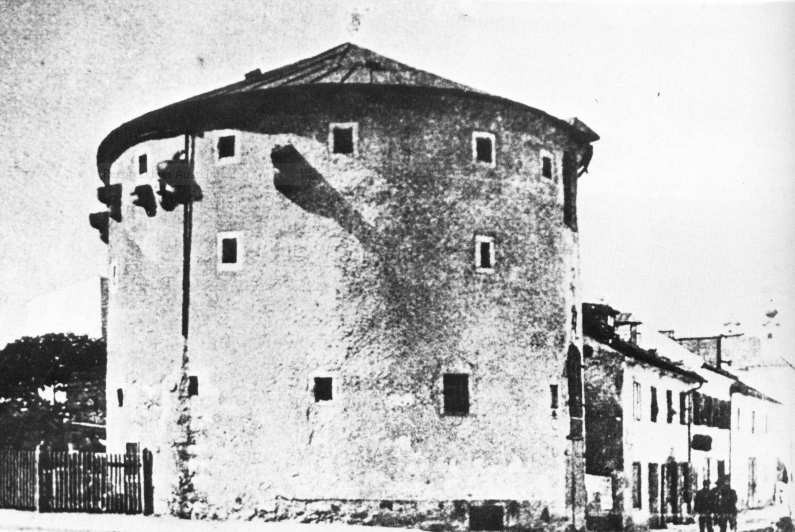
Der Hexenturm in Salzburg (1926) wurde 1944 durch einen Bombentreffer teilweise zerstört und nach dem Krieg abgerissen.

Die Salzburger Zauberbubenprozesse waren eine Hexenverfolgungswelle der frühen Neuzeit in Salzburg. Die Grausamkeit und das Ausmaß der Verfolgungswelle war für das späte 17. Jahrhundert ungewöhnlich. Der Höhepunkt der Hexenverfolgungen in Europa lag im späten 16. und frühen 17. Jahrhundert und war somit bereits vorüber.
In den Jahren zwischen 1675 und 1690 ließ der Erzbischof Max Gandolf von Kuenburg in der Erzdiözese Salzburg über 150 Personen wegen angeblicher Zauberei und Hexerei hinrichten. Ein Großteil von ihnen waren Kinder und Jugendliche. Mit dieser Vorgangsweise wollte er auf seine Art auch das „Bettelunwesen“ (d. h. das Betteln der Ärmsten der Armen) bekämpfen. Im Mittelpunkt stand der Prozess gegen Barbara Koller, Schinderbärbel genannt, und ihren Sohn Jakob Koller, der Schinderjackl genannt wurde.
Felix Mitterer geht in seinem Drama Die Kinder des Teufels auf die Gerichtsprozesse ein.
In der 3. Staffel der Sky Serie Der Pass wird auf den Schinderjackl Bezug genommen.

## Barbara und Jakob Koller
Die Verfolgungswelle begann mit Barbara Koller. Sie war Abdeckerin im Raum Werfen und damit Angehörige einer sozial geächteten Gruppe. Nach der zeitgenössischen Bezeichnung „Schinder“ für „Abdecker“ wurde sie auch die „Schinder-Bärbel“ genannt und ihr Sohn Jakob Koller dementsprechend der „Schinder-Jackl“. 1675 wurde sie nach einem Opferstockdiebstahl in Golling an der Salzach unter Hexereiverdacht gefasst. Sie gestand unter Anwendung der Folter, eine Hexe zu sein, und wurde im August desselben Jahres auf der Richtstätte in Salzburg-Gneis hingerichtet.
Um dem Schicksal seiner Mutter zu entgehen, tauchte Schinderjackl Jakob Koller, der eine größere Gruppe von Bettelkindern in einer „Blutsgemeinschaft“ um sich geschart hatte, unter. Obwohl ein ständig wachsendes Kopfgeld auf ihn ausgeschrieben war, wurde er nie festgenommen. Für seine Ergreifung setzte der bayerische Kurfürst eine Belohnung von 100 (tot) bzw. 500 (lebendig) Reichstalern aus. Der Legende nach soll er die Fähigkeit gehabt haben, sich in einen Wolf zu verwandeln (vgl. Werwolf-Sage).

## Salzburger Zauberbubenprozesse
Im Sog dieser Ereignisse wurden Bettelkinder aus dem Umfeld des Schinderjackl, weitgehend mittellose Personen fast immer aus dem Landstreicher- und Bettlermilieu Salzburgs, der Hexerei beschuldigt. Um ihren Kopf zu retten und der Folter zu entgehen, beschuldigten sie weitere Bekannte. Durch dieses Schneeballsystem wurden von 1675 bis 1690 insgesamt 232 Menschen angeklagt, die jüngsten etwa drei bis fünf Jahre alt, und 167 nach Anwendung der Folter hingerichtet, die jüngsten etwa zehn Jahre alt. In der Stadt Salzburg wurden die angeklagten Bettlerbuben wegen der Überfüllung der Gefängnisse 1678–1679 auch im Hexenturm festgehalten. Die Hinrichtungen selbst fanden fast alle an der Richtstätte in Salzburg-Gneis statt.
Der weitaus größte Teil der Hinrichtungen fand in den Jahren 1675 bis 1681 statt, nur im Salzburger Lungau gab es auch danach noch mehrere Hinrichtungen. Mehr als zwei Drittel der Hingerichteten waren männlich. Unter den Opfern waren mehr als die Hälfte Kinder und Jugendliche zwischen 10 und 21 Jahren.
Im Gegensatz zur  Massenverfolgung im (nachmaligen) Fürstentum  Liechtenstein (damals noch Herrschaft Schellenberg und Grafschaft Vaduz), die im gleichen Zeitraum stattfand und mit der Verhaftung des verantwortlichen Grafen Ferdinand Carl Franz von Hohenems beendet wurde, betrachteten die zeitgenössischen Juristen die Salzburger Zauberbubenprozesse als rechtlich unbedenklich, so z. B. der Strafrechtskommentator Frölich von Frölichsburg aus Tirol.

## Auswirkungen
Die Salzburger Zauberbubenprozesse waren der Auftakt für zahlreiche kleinere Verfolgungswellen gegen jugendliche Vaganten im südostdeutschen Raum, unter anderem bereits 1678 in der Steiermark, 1679/80 in Süd- und Osttirol, 1680–1690 wiederum im Erzstift Salzburg (Lungau), 1685, 1690 und 1698 in Burghausen, 1700 in der Oststeiermark, in Dingolfing, Landau und Haidau, 1705/06 in Kärnten, Dießenstein, Vilshofen und Kelheim.
Ihren Höhepunkt erreichte diese Entwicklung mit den Kinderhexenprozessen von 1715–1717 und 1719–1721 mit dem Schwerpunkt im Hochstift Freising.

## Rezeption
- Henrike Leonhardt: Es geschah im Rupertiwinkel …: Geschichte vom Schinderjackl und den Zaubererbuben in Zeiten des Hexenwahns. Bayerischer Rundfunk, 2003.
- Felix Mitterer: Die Kinder des Teufels, Theaterstück.